# Помилка інженера Кочина
«Помилка інженера Кочина» — радянський художній фільм за мотивами п'єси братів Турів і Льва Шейніна «Очна ставка»; випущений в 1939 році кіностудією «Мосфільм».

## Сюжет
Дія відбувається в Москві кінця 1930-х років. Інженер-конструктор авіаційного заводу Кочин робить помилку, вирішивши взяти додому креслення літака, щоб швидко внести в них виправлення за результатами останніх випробувань. Начальник відділу Мурзін не те що дозволяє, але й не забороняє інженеру винести креслення з заводу. Завербований іноземною розвідкою, він тут же ставить про це до відома резидента Трівоша. За допомогою сусідки по комунальній квартирі і коханої Кочина — Ксенії Лебедєвої — Трівош проникає в кімнату інженера та фотографує креслення. Передача шпигуном шифровки про термінове переправлення фотографій креслень за кордон відбувається в пошивній майстерні, обраної агентами місцем зустрічей. При цьому шифровка випадково випадає з кишені Мурзіна. Знайшовши на підлозі дивний клаптик паперу, кравець відразу ж відносить його до органів НКВС. Там секретне повідомлення розшифровують, і слідчий Ларцев починає розплутувати справу. Кочин і Ксенія відправляються на прогулянку в Пушкіно. За ними стежить Трівош. Ксенія зізнається Кочину, що вона шпигунка і обіцяє йому піти до слідчого. Трівошу вдається позбутися від свідка, штовхнувши Ксенію під поїзд, але працівники держбезпеки затримують шпигунів.

## У ролях
- Михайло Жаров —  Ларцев, співробітник ДБ
- Сергій Ніконов —  Лавренко, співробітник ДБ
- Любов Орлова —  Ксенія Петрівна Лебедєва, сусідка Кочина
- Микола Дорохін —  інженер Олександр Миколайович Кочин
- Борис Петкер —  Абрам Самуїлович Гуревич, кравець
- Фаїна Раневська —  Іда Гуревич
- Борис Свобода —  Трівош, шпигун, агент № 72
- Петро Леонтьєв —  Галкін, агент іноземної держави
- Віктор Ключарьов —  Мурзін, шкідник
- Леонід Кміт —  Андрій Юхимович, офіціант
- Марина Гаврилко —  Клавдія Іванівна, офіціантка
- Дмитро Орловський —  залізничник  (немає в титрах)

## Знімальна група
- Автори сценарію: Юрій Олеша, Олександр Мачерет
- Режисер-постановник: Олександр Мачерет
- Оператор-постановник: Ігор Гелейн
- Художник-постановник: Артур Бергер
- Звукорежисер: В'ячеслав Лєщов